# USA:s Grand Prix West 1981
USA:s Grand Prix West 1981 var det första av 15 lopp ingående i formel 1-VM 1981. 

## Resultat
1. Alan Jones, Williams-Ford, 9 poäng
2. Carlos Reutemann, Williams-Ford, 6
3. Nelson Piquet, Brabham-Ford, 4
4. Mario Andretti, Alfa Romeo, 3
5. Eddie Cheever, Tyrrell-Ford, 2
6. Patrick Tambay, Theodore-Ford, 1
7. Chico Serra, Fittipaldi-Ford
8. René Arnoux, Renault

### Förare som bröt loppet
- Marc Surer, Ensign-Ford (varv 70, bränslesystem)
- Didier Pironi, Ferrari (67, bränslesystem)
- Jean-Pierre Jarier, Ligier-Matra (64, bränslepump)
- Hector Rebaque, Brabham-Ford (49, olycka)
- Bruno Giacomelli, Alfa Romeo (41, kollision)
- Jacques Laffite, Ligier-Matra (41, kollision)
- Keke Rosberg, Fittipaldi-Ford (41, motor)
- Jan Lammers, ATS-Ford (41, kollision)
- Riccardo Patrese, Arrows-Ford (33, bränslesystem)
- Beppe Gabbiani, Osella-Ford (26, olycka)
- Nigel Mansell, Lotus-Ford (25, olycka)
- Gilles Villeneuve, Ferrari (17, bakaxel)
- John Watson, McLaren-Ford (16, bromsar)
- Elio de Angelis, Lotus-Ford (13, olycka)
- Alain Prost, Renault (0, kollision)
- Andrea de Cesaris, McLaren-Ford (0, kollision)

### Förare som ej kvalificerade sig
- Kevin Cogan, Tyrrell-Ford
- Derek Daly, March-Ford
- Miguel Ángel Guerra, Osella-Ford
- Siegfried Stohr, Arrows-Ford
- Eliseo Salazar, March-Ford